# Sabotatge (pel·lícula)
Sabotatge (títol original en anglès, How to Blow Up a Pipeline) és una pel·lícula de thriller d'acció estatunidenca del 2022 dirigida per Daniel Goldhaber, que va coescriure el guió amb Ariela Barer i Jordan Sjol. Es basa en idees avançades al llibre homònim de 2021 d'Andreas Malm, publicat per Verso Books. El treball de no-ficció de Malm examina la història dels moviments de justícia social i defensa la destrucció de propietats com una tàctica vàlida en la recerca de la justícia ambiental. La pel·lícula és protagonitzada per la mateixa Barer, Kristine Froseth, Lukas Gage, Forrest Goodluck, Sasha Lane, Jayme Lawson, Marcus Scribner, Jake Weary i Irene Bedard. S'ha doblat al català.
Ambientada principalment a l'oest de Texas, la pel·lícula segueix un grup fictici de vuit joves que decideixen fer volar un oleoducte en dos llocs clau. Explora la validesa moral de les accions extremes per abordar la crisi climàtica, la qüestió del terrorisme i l'ús dels danys a la propietat i el sabotatge com a tàctiques activistes. La producció de la pel·lícula va durar dinou mesos, des de la concepció fins a la finalització, i es va rodar sobretot a Nou Mèxic. La pel·lícula es va estrenar el 10 de setembre de 2022 al Festival Internacional de Cinema de Toronto de 2022 i es va estrenar als Estats Units el 7 d'abril de 2023.
Amb ressenyes generalment favorables, la crítica va elogiar la premissa de thriller ecològic, l'exploració dels reptes morals i psicològics i la complexitat dels seus antiherois. No obstant això, una sèrie de crítics van expressar preocupacions pel que fa a la promoció percebuda del terrorisme i la violència en la narrativa de la pel·lícula.